# Калачик
Кала́чик (рос. Калачик) — селище у складі Верхотурського міського округу Свердловської області.
Населення — 418 осіб (2010, 475 у 2002).
Національний склад населення станом на 2002 рік: росіяни — 94 %.